# Песни об умерших детях
«Песни об умерших детях» (Kindertotenlieder) — вокальный цикл (5 песен) для голоса и оркестра Густава Малера на стихотворения Фридриха Рюккерта. Его исполнение занимает около 25 минут.

## Краткая информация
Оригинальный поэтический цикл "Kindertotenlieder" – группа из 428 стихотворений, написанных Рюккертом в 1833-34 годах, после болезни и смерти двух его детей. Тексты, выбранные Малером для своего произведения: 
1. Nun will die Sonn' so hell aufgehn
2. Nun seh' ich wohl, warum so dunkle Flammen
3. Wenn dein Mütterlein tritt zur Tür herein
4. Oft denk' ich, sie sind nur ausgegangen
5. In diesem Wetter, in diesem Braus

Малер сочинил первую, третью и четвертую песни в 1901 году (он играл их для Натали Бауэр-Лехнер 10 августа). Затем последовал длительный перерыв и остальные песни были написаны летом 1904 г.

## Премьера
Премьера сочинения состоялась 29 января 1905 года в Венской опере под управлением автора; солировал баритон Фридрих Вейдеман.

## Исполнительский состав
Произведение написано для голоса (баритон или меццо-сопрано) и "тройного" состава симфонического оркестра. Состав оркестра:
- флейта-пикколо
- 2 флейты
- 2 гобоя
- английский рожок
- 2 кларнета
- бас-кларнет
- 2 фагота
- контрафагота
- 4 валторны
- литавры
- колокольчики
- там-там
- челеста
- арфа
- струнные (первые и вторые скрипки, альты, виолончели, контрабасы)